# Schizaea pacificans
Schizaea pacificans är en ormbunkeart som beskrevs av Carl Friedrich Philipp von Martius. Schizaea pacificans ingår i släktet Schizaea och familjen Schizaeaceae. Inga underarter finns listade.